# Ricardo Esgaio
Ricardo de Sousa Esgaio, född 16 maj 1993 i Nazaré, är en portugisisk fotbollsspelare som spelar för SC Braga.
Esgaio var med i Portugals trupp vid U21-EM 2015.